# Куропаткинский
Куропаткинский — посёлок в Нагайбакском районе Челябинской области России. Входит в состав Остроленского сельского поселения.
Основан в 1903 году, название получил по фамилии генерала А. Н. Куропаткина.

## География
Расположен в северной части района, на берегу реки Гумбейки. Расстояние до районного центра села Фершампенуаз 31 км.

## Население
| 2002 | 2010 |
| ---- | ---- |
| 406  | ↘362 |

### Историческое население
В 1926 году 264 чел., в 1938 году 189 чел, в 1961 году 256 чел., в 1967 году 401 чел, в 1970 году 438 чел., в 1983 году 475 чел., в 1995 году 460 чел.

## Улицы
- Горный переулок,
- Мира,
- Нагорная,
- Нижний переулок,
- Речной переулок,
- Российская,
- Труда,
- Школьный переулок.